# Liste der Monuments historiques in Remilly-Aillicourt
Die Liste der Monuments historiques in Remilly-Aillicourt führt die Monuments historiques in der französischen Gemeinde Remilly-Aillicourt auf.

## Liste der Immobilien
| Bezeichnung         | Beschreibung                                   | Standort               | Kennzeichnung | Schutzstatus | Datum | Bild           |
| ------------------- | ---------------------------------------------- | ---------------------- | ------------- | ------------ | ----- | -------------- |
| Château der Remilly | im dritten Viertel des 18. Jahrhunderts erbaut | Rue d’En Bas (Lage)    | PA00078484    | Inscrit      | 1984  | weitere Bilder |
| Wehrkirche St-Rémi  | ab dem 16. Jahrhundert                         | Rue de Raucourt (Lage) | PA00078485    | Inscrit      | 1938  | weitere Bilder |

## Liste der Objekte
| Bezeichnung                      | Beschreibung                                                                        | Standort                     | Kennzeichnung | Schutzstatus | Datum | Bild |
| -------------------------------- | ----------------------------------------------------------------------------------- | ---------------------------- | ------------- | ------------ | ----- | ---- |
| Skulptur einer Heiligen mit Buch | Holz, farbig gefasst, 16. Jahrhundert                                               | in der Kirche St-Rémi (Lage) | PM08000413    | Classé       | 1965  |      |
| Skulptur Madonna mit Kind        | Stein, farbig gefasst, 17. oder 18. Jahrhundert                                     | in der Kirche St-Rémi (Lage) | PM08000414    | Classé       | 1965  |      |
| Kanonenrohr                      | Gusseisen, erste Hälfte des 17. Jahrhunderts; im Musée municipal in Sedan deponiert | am Monument aux Morts (Lage) | PM08000415    | Classé       | 1965  |      |